# Сянсян
Сянся́н (кит. упр. 湘乡, пиньинь Xiāngxiāng, буквально: «волость у [реки] Сянцзян») — городской уезд городского округа Сянтань провинции Хунань (КНР).

## История
Во времена империи Хань эти места входили в состав уезда Сяннань (湘南县). В 3 году Цзычану — сыну чаншаского князя — был дан титул «Сянсянского хоу» (湘乡侯) и удел в этих местах. Впоследствии удел стал обычным уездом — так и появился уезд Сянсян (湘乡县). Во времена империи Суй он был присоединён к уезду Хэншань, но после смены империи Суй на империю Тан — воссоздан. После монгольского завоевания уезд был поднят в статусе, став в 1295 году Сянсянской областью (湘乡州), но после свержения власти монголов и основания империи Мин область была вновь понижена в статусе до уезда.
В 1949 году был образован Специальный район Иян (益阳专区), и уезд вошёл в его состав. В 1952 году юго-западная часть уезда была выделена в отдельный уезд Шуанфэн, а западная часть вошла в состав нового уезда Ланьтянь. В том же году был расформирован Специальный район Иян, и уезд перешёл в состав Специального района Шаоян (邵阳专区). В 1965 году уезд перешёл в состав Специального района Сянтань (湘潭专区).
В 1970 году Специальный район Сянтань был переименован в Округ Сянтань (湘潭地区).
Постановлением Госсовета КНР от 8 февраля 1983 года был расформирован округ Сянтань, и уезды Сянтань и Сянсян вместе с районами расформированного города Сянтань образовали городской округ Сянтань.
Постановлением Госсовета КНР от 12 сентября 1986 года уезд Сянсян был преобразован в городской уезд.

## Административное деление
Городской уезд делится на 4 уличных комитета, 15 посёлков и 3 волости.